# كيفن أوبراين
كيفن أوبراين (4 مارس 1984 بدبلن في جمهورية أيرلندا - ) (بالإنجليزية: Kevin O'Brien)‏ هو لاعب كريكت نيوزلندي. شارك مع منتخب أيرلندا للكريكت. أما مع النوادي، فقد لعب مع Rangpur Riders ‏ وNorthern Districts men's cricket team ‏ ونادي مقاطعة سري للكريكت ‏ ونادي مقاطعة غلوستر للكريكت ‏ ونادي مقاطعة نوتنغهامشير للكريكت ‏ ونادي مقاطعة سومرست للكريكت ‏.

## وصلات خارجية
- كيفن أوبراين على موقع إي آس بي آن كريك إنفو (الإنجليزية)